# Смагин, Иван Афанасьевич
Иван Афанасьевич Смагин (15 января 1914, Таганрог, область Войска Донского — 25 сентября 1941) — советский футболист.

## Биография
В 1930 году играл за команду ФЗУ Таганрог. В 1936 году — за команду ДГТФ Ростов-на-Дону. С 1937 года — игрок «Стахановца» Сталино. В 1938—1941 годах в чемпионате СССР провёл 68 матчей (в том числе 11 аннулированных), забил два гола.
29 апреля 2013 года в Донецке в парке имени Щербакова была открыта Аллея памяти, посвящённая 32 футболистам «Стахановца» — погибшим в Великой Отечественной войне, пропавшим без вести и умершим в послевоенное время. Среди них — имя Ивана Смагина.
На сайте музейного комплекса «Дорога памяти» есть информация об И. А. Смагине, призванном 15 октября 1941 года из Сталино и погибшем 25 сентября 1941 года (sic!).